# Dum diversas
Dum diversas (slovensko: Ko preudarjamo) je papeška bula, ki jo je izdal Nikolaj V. 16. junija 1452. V njej dovoljuje suženjstvo oziroma nadoblast za nekristjane, zlasti za muslimane, portugalskemu kralju Alfonzu V. v na novo osvojenih ozemljih. 

## Opis
Dum diversas je bula papeža Nikolaja V., ki – v nasprotju z njegovim predhodnikom Evgenom IV., ki je odločno obsodil suženjstvo, dovoljuje “večno” suženjstvo za nekristjane Zahodne Afrike. 

Besedilo bule potrjuje naslednja bula Romanus pontifex z dne 8. januarja 1455.

Bula je bila objavljena na začetku velikih sodobnih osvajanj in odkritij ter dovoljuje portugalskemu kralju in njegovim naslednikom oblast nad na novo zasedenimi ozemlji in njihovimi prebivalci domorodci in Mavri. Tej buli so sledile mnoge papeške listine iz leta 1462, 1537, 1591, 1639, 1741, 1839, 1888, 1890 in 1912, ki pa vse po vrsti – kot že tudi tista iz 1435 – obsojajo suženjstvo in je torej bula njihovo nasprotje. Bula se nanaša na nekščanska ljudstva Zahodne Afrike. Tamkaj je portugalski kralj Alfonz V. in njegovi nasledniki iztrgal nekaj ozemelj izpod oblasti muslimanov. Papež, ki je brez uspeha poskušal sklicati evropske vladarje zoper Turke, je ta področja izročil Portugalcem v "večno posest". Pozneje so papeži razmejili portugalske in španske posesti, ki so jih osvojili v Novem svetu po načelu, da en krščanski vladar ne more in ne sme zasesti področja, ki je prišlo pred tem pod oblast kakega drugega krščanskega kralja. Tega določila so se oboji držali. 
S to bulo je pa papež pooblastil Alfonza V., da naj si podvrže vse muslimane, pogane in druge nevernike v večno sužnost. Ta bula je nastala v zvezi s portugalskim osvajanjem zahodne Afrike. 

## Zgodovinski pregled
Za pravilno oceno te bule in krščanskega gledanja na tako sporno zadevo, kot je suženjstvo, moramo pravzaprav pogledati, kaj cerkveno vodstvo uči glede suženjstva skozi zgodovino. V primeru Nikolaja V. moramo upoštevati takratno prodiranje muslimanov, ki so zasužnjevali kristjane in je to nekakšen spremljevalni pojav pri križarski vojni, kot si jo je zamislil papež. Sicer pa:
1. Sveto pismo ne obsoja suženjstva, ko pravi npr. : »Sužnji, ubogajte svoje zemeljske gospodarje v vsem« (Kol 3,22); uči marveč bratstvo in enakost vseh ljudi, kakor tudi medsebojno ljubezen. Taki odnosi so skozi čas odpravili suženjstvo. O tem so veliko razpravljali pred in med državljansko vojno v ZDA.
2. Obsodba suženjstva je eno izmed učenj katoliške Cerkve, ki ga je polagoma izpopolnjevala in dopolnjevala.
3. 1435 Evgen IV. pod kaznijo izobčenja prepoveduje zasužnjevanja kristjanov in tistih, ki bi se morebiti pripravljali na krst, a na drugem mestu vseh ljudi.
4. 1462 Pij II. imenuje zasužnjevanje krščenih zamorcev magnum scelus (velik zločin)
5. 1537 Pavel III.  prepoveduje zasužnjevanje Indijancev , češ da so resnični ljudje
6. 1639 obsoja suženjstvo Urban VIII..
7. 1741 ga prepove Benedikt XIV.
8. 1815 na Dunajskem kongresu zahteva Pij VII. prepoved trgovine s sužnji
9. 1839 obsodi suženjstvo Gregor XVI.
10. 1851 v buli ob beatifikaciji jezuita Petra Klaverja – reševalca in odkupovalca kristjanov iz suženjstva – eden od najsijajnejših nasprotnikov suženjstva, Pij IX. označi trgovino s sužnji kot največjo podlost (summum nefas).
11. 1888 ob Klaverjevi kanonizaciji je naslovil Leon XIII.  pismo brazilskim škofom, v katerih jih spodbuja, naj v svoji deželi odpravijo sužensjstvo, nakar je več sužnjeposestnikov osvobodilo vse svoje sužnje.
12. V tej povezavi Nikolajevo učenje - in drugo njegovemu podobno - le ne prevladuje skozi zgodovino. Sicer pa bula Nikolaja V. ne spada med nezmotljivi nauk cerkvenega učiteljstva, ker ni bila namenjena celotni cerkvi, ampak le portugalskemu kralju. Eno papeško dejanje, pismo ali učenje pa še ne pomeni trajnega nauka Cerkve, ki ga je treba spremljati tudi skozi zgodovinski razvoj. [2]

## Vsebina
V tej buli papež Nikolaj V. – ki je naletel na gluha ušesa pri evropskih vladarjih, ko je poskušal organizirati križarsko vojno zoper muslimanske Turke, ki so se pripravljali na zavzetje Carigrad a in ki so si ga podjarmili – z vsemi spremljajočimi krutostmi - naslednje leto, poziva in odobrava podobno podjetje portugalskemu kralju Alfonzu V.. Papež spodbuje predvsem boj zoper muslimanske Saracene, pa tudi pogane in druge nevernike. Najbolj spotakljiv zraz je „in perpetuam servitutem” („v večno sužnost”), ki ga pa nekateri zgodovinarji pojasnjujejo s časom poznega srednjega veka , ko še ni šlo za klasično suženjstvo, ampak za fevdalno podrejenost in odvisnost od gospodarja. Na to da misliti dejstvo, da bula nikjer ne govori o prodajanju ali kupovanju ljudi, ampak pravzaprav o »križarski vojni« in o odpustkih, ki so povezani z njo, pa tudi o tem, kdo naj bo gospodar na osvojenem ozemlju. 

## Ocena
Nenavadno je, da bula v 5. poglavju dovoljuje prosto uporabo "škofijskih" ali "kurijskih" pečatov, v 6. točki pa nasprotno prepoveduje kakršnokoli dodajanje ali odvzemanje. Za papeške bule pa je bil značien prav papeški svinčeni (včasih celo zlati) pečat, ki ga ni bilo dovoljeno spreminjati in je bil ravno dokaz pristnosti. Da bi bula dosegla vse namembnike, so jih papeži "izdali" (tj. poslali v prepisu, pa vse opečatene) v več izvodih, kolikor je bilo potrebno. Tako se je celo bula, kot na primer hudo osporavana in preganjana Aleksandra VIII. Unam sanctam, ohranila v izvirniku (latinščini) - skupaj s papeškim pečatom - celo v več izvodih; ta bula pa se je ohranila v portugalščini.